# 2014 في المكسيك
فيما يلي قوائم الأحداث التي وقعت خلال عام 2014 في المكسيك.

## أحداث
- 26 سبتمبر – الإختطاف الجماعي بإجوالا

## أفلام
من الأفلام التي صدرت هذه السنة في المكسيك:
- 1 يناير – أربعة أقمار من إخراج Sergio Tovar Velarde [الإنجليزية]‏.

## وفيات

### يناير
- 26 يناير – خوسيه إميليو باتشيكو (مواليد 1939) كاتب مكسيكي.

### مايو
- 26 مايو – مانويل أوريبي (مواليد 1965)

### يونيو
- 17 يونيو – ماريو لاماس (مواليد 1928) لاعب كرة مضرب مكسيكي.

### نوفمبر
- 28 نوفمبر – روبرتو غوميز بولانوس (مواليد 1929)

### ديسمبر
- 3 ديسمبر – بيثنتي لينيرو (مواليد 1933) كاتب مكسيكي.
- 28 ديسمبر – خافيير فراغوسو (مواليد 1942) لاعب كرة قدم مكسيكي.